# Asier ETA biok
Asier ETA biok (lit. ‘Asier i jo’), és un documental hispano-equatorià que tracta sobre l'amistat entre el director de la pel·lícula Aitor Merino amb el membre de l'organització armada ETA Asier Aranguren. La pel·lícula va ser guanyadora del premi Irizar al Cinema Basc en el Festival Internacional de Cinema de Sant Sebastià de 2013.

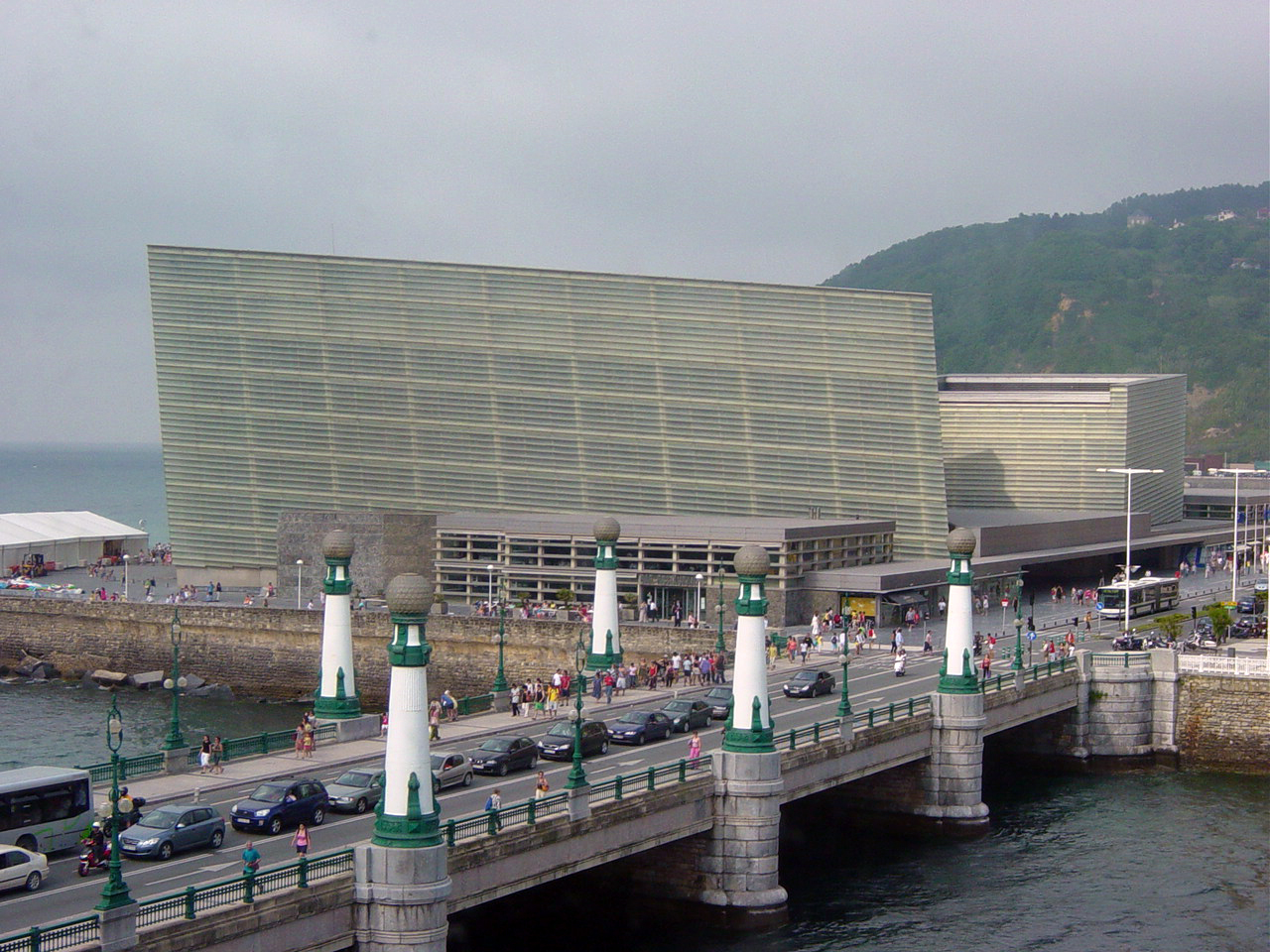
Palacio Kursaal, seu principal del Festival de Cinema de Sant Sebastià.

El títol de la pel·lícula en basc Asier ETA biok involucra un joc de paraules, ja que la paraula “eta” no solament és l'acrònim d'aquesta organització sinó que a més equival, en aquest idioma, a la partícula copulativa «i» en català.

## Sinopsi
Asier i Aitor són dos joves que es van conèixer a la ikastola i van créixer junts al País Basc dels anys 80. Al cap d'uns anys, Aitor se’n va anar a Madrid a complir el seu somni de ser actor mentre que Asier, després de la marxa del seu amic, ingressà en la banda ETA. La pel·lícula, que tracta sobre certs judicis de valor, intenta explicar com una persona pot ser amic d'un etarra sense compartir les afinitats de la banda armada i com afrontar aquesta situació davant terceres persones.

## Direcció i protagonistes
El codirector Aitor Merino ha treballat en nombroses pel·lícules i amb diversos artistes com Montxo Armendáriz, Vicente Aranda o Pilar Miró. La seva primera pel·lícula fou el curtmetratge El pan nuestro, que va ser nominat per als Premis Goya el 2008. La seva germana i codirectora Amaia Merino és guionista i editora de documentals a Equador, havent treballat en més de deu llargmetratges.
El protagonista, Asier Aranguren, és un exmembre d'ETA que va estar a la presó durant vuit anys i que, després de la seva sortida de la presó, va passar a incorporar-se al grup de l'esquerra abertzale d'interlocutors del col·lectiu de presos d'ETA, al costat d'Arantza Zulueta, entre d'altres, per trobar una solució al conflicte basc. Aitor, amic de la infància d'Asier, li va proposar crear una pel·lícula biogràfica basada en la seva amistat a pesar de les activitats d'aquest amb ETA.

## Repartiment
A més dels seus dos protagonistes principals, en la pel·lícula també apareixen Juan Diego Botto, Pilar Castro i Guillermo Toledo, amics del director que exposen el seu punt de vista com a persones alienes al conflicte.

## Crítica
El crític Jordi Batlle Caminal opinà a La Vanguardia que el film era:
| «                      | (castellà) Un documental ágil, fresco, libre en sus formas, idóneo para el debate y en ningún momento dogmático. La secuencia doméstica de la cena de fin de año es potente en observación psicológica. | (català) Un documental àgil, fresc, lliure en les seves formes, idoni per al debat i en cap moment dogmàtic. La seqüència domèstica del sopar de cap d'any és potent en observació psicològica. | » |
| — Jordi Batlle Caminal | | |   |

Jordi Costa va escriure a El País:
| «             | (castellà) El documental alcanza un poderoso valor testimonial en los momentos en que se centra en la figura del padre de Asier, daño colateral del cierre del diario Egin —la clausura por la fuerza de un medio de comunicación en una democracia, en definitiva— y víctima de la tóxica ampliación del campo semántico de ETA. Son escenas y testimonios que en ningún momento justifican la violencia, pero permiten acercarse y entender la mirada del otro lado. | (català) El documental aconsegueix un poderós valor testimonial en els moments en què se centra en la figura del pare d'Asier, dany col·lateral del tancament del diari Egin -la clausura per la força d'un mitjà de comunicació en una democràcia, en definitiva- i víctima de la tòxica ampliació del camp semàntic d'ETA. Són escenes i testimonis que en cap moment justifiquen la violència, però permeten apropar-se i entendre la mirada de l'altre costat. | » |
| — Jordi Costa | | |   |

Àlex Montoya opinà a Fotogramas:
| «              | (castellà) La íntima amistad que el actor Aitor Merino (y su hermana Amaia, codirectora y montadora del largometraje) mantiene, contra viento y marea, con el etarra Aranguren es un motor para plantear cuestiones de gran calado, con respuestas, cuando las hay, bien incómodas […] aunando inteligencia y economía de medios, el suyo es un tono ligero, casi didáctico […] Conviene acercarse a 'Asier ETA biok' limpio de prejuicios, porque, más allá de una honesta mirada al conflicto vasco, estamos ante una sincera aproximación a los, mucho más insondables e inexplicables, conflictos del corazón.' | (català) L'íntima amistat que l'actor Aitor Merino (i la seva germana Amaia, codirectora i muntadora del llargmetratge) manté, contra vent i marea, amb l'etarra Aranguren és un motor per a plantejar qüestions de gran importància, amb respostes, quan n'hi ha, ben incòmodes […] unint intel·ligència i economia de mitjans, el seu és un to lleuger, gairebé didàctic […] Convé acostar-se a 'Asier ETA Biok' net de prejudicis, perquè, més enllà d'una honesta mirada al conflicte basc, estem davant d'una sincera aproximació als, molt més insondables i inexplicables, conflictes de cor. | » |
| — Àlex Montoya | | |   |

Isaac Rosa digué a El Diario:
| «            | (castellà) Un documental valiente, inteligente y emocionante, que además llega con años de adelanto. Valiente, porque hay que serlo para hablar sobre ETA saliéndose del marco habitual. Inteligente, porque los Merino saben evitar todas las trampas que se abrían a su paso, y salen ilesos. Emocionante, porque es una hermosa historia de amistad y está rodada con una humanidad que se ve pocas veces en cines […] la película propone con habilidad (con humor y aparente inocencia, de ahí su eficacia): que el terrorismo no tiene justificación pero sí tiene razones. Frente a la caricatura del etarra descerebrado, animalizado y delincuente común que nos ha contado la propaganda, descubrimos las razones del miembro de ETA, el porqué de su militancia, de sus años de cárcel, de su aceptación del sufrimiento causado. Razones políticas, que tal vez no compartamos pero que están ahí.' | (català) Un documental valent, intel·ligent i emocionant, que a més arriba amb anys d'avançament. Valent, perquè cal ser-ho per parlar sobre ETA sortint-se del marc habitual. Intel·ligent, perquè els Merino saben evitar totes les trampes que s'obrien al seu pas, i surten il·lesos. Emocionant, perquè és una bella història d'amistat i està rodada amb una humanitat que es veu poques vegades en cinemes […] la pel·lícula proposa amb habilitat (amb humor i aparent innocència, d'aquí la seva eficàcia): que el terrorisme no té justificació, però sí que té raons. Enfront de la caricatura de l'etarra eixelebrat, animalitzat i delinqüent comú que ens ha explicat la propaganda, vam descobrir les raons del membre d'ETA, el perquè de la seva militància, dels seus anys de presó, de la seva acceptació del patiment causat. Raons polítiques, que potser no compartim, però que hi són. | » |
| — Isaac Roca | | |   |